# Biri (Norra Samar)
Biri (Bayan ng Biri) är en kommun i Filippinerna. Kommunen ligger vid ön Samar, och tillhör provinsen Norra Samar. Folkmängden uppgår till 8 700 invånare.
Biri är indelat i 8 barangayer.